# Russie.Nei.Visions
 (août 2025).
Motif : Pas de sources secondaires
- Archive Wikiwix
- Bing
- Cairn
- DuckDuckGo
- E. Universalis
- Gallica
- Google
- G. Books
- G. News
- G. Scholar
- Persée
- Qwant
- (zh) Baidu
- (ru) Yandex
- (wd) trouver des œuvres sur Wikidata

| 1. | Préciser le motif de la pose du bandeau. | Précisez le motif de la pose du bandeau en utilisant la syntaxe suivante : {{admissibilité à vérifier\|date=août 2025\|motif=remplacez ce texte par le motif}}                          |
| 2. | Informer les utilisateurs concernés.     | Pensez à avertir le créateur de l'article, par exemple, en insérant le code ci-dessous sur sa page de discussion : {{subst:avertissement admissibilité à vérifier\|Russie.Nei.Visions}} |

La collection revue numérique Russie.Eurasie.Visions est éditée par l'Institut Français des Relations Internationales (IFRI).

## Numéros publiés
- Marlène Laruelle, La guerre comme ascenseur social : l'impact socio-économique du keynésianisme militaire russe, n° 139, juin 2025.
- Sergey Sukhankin, La mer Caspienne, pôle énergétique émergent. Opportunités et limites, n° 138, février 2025.
- Pavel Baev, Les commandants russes de la guerre en Ukraine : purges, remaniements et mécontentements, n° 137, décembre 2024.
- Irina Dezhina, La Russie et les nouveaux membres des BRICS. Opportunités et limites d'une coopération scientifique et technologique, n° 136, septembre 2024.
- Florian Vidal, La Russie en Arctique : fin des illusions et recompositions, n° 135, août 2024.
- Bobo Lo, Between Aspiration and Reality: Russia in the World (Dis)order, n° 134, juin 2024.
- Dimitri Minic, La politique russe d'Emmanuel Macron : étapes et racines d'une nouvelles approches, 2017-2024, n° 133, avril 2024.
- Vladislav Inozemtsev, Asie centrale : une occasion historique à saisir, n° 132, décembre 2023.
- Régis Genté, Géorgie, un autre front de la Russie, n° 131, décembre 2023.
- Pavel Baev, Les nouveaux défis de la Russie sur le théâtre européen de la Baltique et du Nord, n° 130, novembre 2023.
- Vladislav Inozemtsev, L'exode du siècle : une nouvelle vague d'émigration russe, n° 129, juillet 2023.
- Florent Parmentier, Moldavie : un système politique sous tension. Entre aspirations européennes et guerre en Ukraine, n° 128, mai 2023.
- Marlène Laruelle, La Russie en guerre et le monde musulman, n° 127, janvier 2023.
- Dimitri Minic, Invasion russe de l’Ukraine : une rupture politico-stratégique ?, n° 126, mars 2022.
- Marlène Laruelle, L'islam de Russie. Équilibrer sécurisation et intégration, n° 125, décembre 2021.
- Sergey Sukhankin, Kaliningrad, bastion ou maillon faible de la Russie post-Crimée ?, n° 124, septembre 2021.
- Vladislav Inozemtsev, Russie : les difficultés économiques peuvent-elles fragiliser le système politique ?, n° 123, août 2021.
- Marlène Laruelle, Soft power russe : sources, cibles et canaux d’influence, n° 122, avril 2021.
- Bobo Lo, La Russie et le changement climatique : entre déni et adaptation, n° 121, mars 2021.
- Sergey Sukhankin, Sociétés militaires privées russes en Afrique subsaharienne : atouts, limites, conséquences, n° 120, septembre 2020.
- Andreï Piatakov, La Russie et l'Amérique latine : un rapprochement compliqué, n° 119, juillet 2020.
- Pavel Baev, Mutations, ambitions et limites de la culture stratégique russe contemporaine, n° 118, juin 2020.
- Marlène Laruelle La politique arctique de la Russie : une stratégie de puissance et ses limites, n° 117, mars 2020.
- Alekseï Zakharov, Deux amis dans le besoin : où va le partenariat stratégique russo-indien ?, n° 116, octobre 2019.
- Pavel Baev, La modernisation nucléaire russe et les « supermissiles » de Vladimir Poutine. Vraies questions et fausse posture, n° 115, août 2019.
- Arnaud Kalika, Le « grand retour » de la Russie en Afrique ?, n° 114, avril 2019.
- Marlène Laruelle, Les milices russes et leur utilisation à l’intérieur et à l’étranger, n° 113, avril 2019.
- Nadège Rolland, La Chine dans les pays d'Europe orientale et du Caucase du Sud. Un entrisme sur la pointe des pieds, n° 112, décembre 2018.
- Barbara Kunz, L'Europe du Nord face au défi stratégique russe : quelles réponses politiques et militaires ?, n° 111, octobre 2018.
- Ernest Vardanean : La Moldavie entre la Russie et l'Occident. L'intégration européenne à l'épreuve des fractures intérieures, n° 110, août 2018.
- Dima Adamsky, Moscow's Syria Campaign: Russians Lessons for the Art of Strategy, n° 109, juillet 2018.
- Bobo Lo, Vladimir Poutine et la politique étrangère russe : entre aventurisme et réalisme ?, n° 108, juin 2018.
- Pavel Baev, L’évolution de la politique russe en matière de lutte antiterroriste : de la Tchétchénie à la Syrie, n° 107, avril 2018.
- Jean-Robert Raviot, Le « poutinisme » : un système prétorien ?, n° 106, mars 2018.
- Sarah Fainberg, Spetsnaz, contractuels, volontaires : qui sont les « hommes de guerre » russes en Syrie ?, n° 105, décembre 2017.
- Céline Pajon, Japon-Russie : les limites d'un rapprochement stratégique, n° 104, octobre 2017.
- Mikhaïl Souslov, Le « Monde russe » : la politique de la Russie envers sa diaspora, n° 103, juillet 2017.
- Anaïs Marin, Minsk-Pékin : quel partenariat stratégique ?, n° 102, juin 2017.
- Isabelle Facon, Défense ukrainienne : une réforme difficile face à des défis multiples, n° 101, mai 2017.
- Bobo Lo, Russie-Chine-Inde : un vieux triangle dans un nouvel ordre mondial ?, n° 100, avril 2017.
- Marlène Laruelle, Le kadyrovisme, un rigorisme islamique au service du système Poutine ?, n° 99, mars 2017.
- Erlan Karine, L'Asie centrale à l'épreuve de l'islam radical, n° 98, février 2017.
- Pavel Baev, La Russie et l'Europe centrale et orientale : entre confrontations et connivences, n° 97, novembre 2016.
- Vladislav Inozemtsev, La modernisation de l'économie russe : les causes de l'échec, n° 96, septembre 2016.
- Viatcheslav Likhatchev, Les radicaux de droite dans le conflit russo-ukrainien, n° 95, juillet 2016.
- Dmitri Trenin, Politique russe en Asie : d'une approche bilatérale à une stratégie globale, n° 94, juin 2016.
- Alexandre Choumiline, La diplomatie russe au Moyen-Orient : retour à la géopolitique, n° 93, mai 2016.
- Bobo Lo, La Russie, la Chine et les BRICS : une illusion de convergence ?, n° 92, mars 2016.
- Lioubov Bisson, Politique de l’immigration en Russie : nouveaux enjeux et outils, n° 91, janvier 2016.
- Leonid Poliakov, Le "conservatisme" en Russie : instrument politique ou choix historique ?, n° 90, décembre 2015.
- Ivan Timofeev, Elena Alekseenkova, L'Eurasie dans la politique étrangère russe : intérêts, opportunités, contraintes, n° 89, décembre 2015.
- Igor Bounine, Alexeï Makarkine, État et milieux d'affaires en Russie, n° 88, novembre 2015.
- Mikhail Korostikov, Partir pour mieux revenir : les hauts fonctionnaires et les compagnies publiques russes, n° 87, août 2015.
- Vladimir Milov, Les nouvelles alliances énergétiques russes : mythes et réalités, n° 86, juillet 2015.
- Igor Delanoë, Les Kurdes : un relais d’influence russe au Moyen-Orient ?, n° 85, juin 2015.
- Tatiana Kastoueva-Jean, Les facteurs intérieurs de la politique étrangère russe, n° 84, avril 2015.
- Olena Bagno-Moldavsky, La diaspora juive et la crise russo-ukrainienne, n° 83, mars 2015.
- Bobo Lo, La Russie a-t-elle une stratégie en Asie centrale ?, n° 82, janvier 2015.
- Marcin Koscienkowski, William Schreiber, Les minorités nationales en Moldavie : pourquoi sont-elles eurosceptiques ?, n° 81, novembre 2014.
- Nina Tynkkynen, La Russie et la politique climatique globale, n° 80, septembre 2014.
- Piotr Kiryushin, "Economie verte" : opportunités et contraintes pour les compagnies russes, n° 79, août 2014.
- Oleg Grytsaienko, Crise en Ukraine : regard intérieur, n° 78, juin 2014.
- Irina Dejina, Réforme de l'Académie des Sciences : quel avenir pour la recherche en Russie ?, n° 77, mai 2014.
- Mikhaïl Korostikov, Russie : jeunesse et politique, n° 76, avril 2014.
- Pavel Baev, Rosneft, Gazprom et l’État : qui décide de la politique énergétique russe ?, n° 75, mars 2014.
- Dominik Tolksdorf, UE, Russie et Partenariat oriental : quelles dynamiques sous le nouveau gouvernement allemand ?, n° 74, février 2014.
- Andreï Panibratov, L'influence de l’État sur l'expansion des multinationales russes : atout ou handicap ?, n° 73, décembre 2013.
- Céline Pajon, Japon-Russie : vers un rapprochement stratégique ?, n° 72, septembre 2013.
- Ekaterina Stepanova, L’Afghanistan après 2014 : quel impact pour la Russie ?, n° 71, mai 2013.
- Nina Poussenkova, Politique énergétique russe à l'Est : le casse-tête chinois de Rosneft, n° 70, avril 2013.
- Rémi Bourgeot, Russie-Turquie : une relation déterminée par l'énergie, n° 69, mars 2013.
- Ahmed Mehdi, Shamil Yenikeyeff, Gouverneurs, oligarques et siloviki : pétrole et pouvoir en Russie, n° 68, février 2013.
- Richard Weitz, Défense antimissile : l'improbable coopération entre la Russie et l'OTAN, no 67, janvier 2013.
- Dmitri Miroshnichenko, L'OMC et l'Union douanière : quel impact pour le secteur bancaire russe ?, n° 66, octobre 2012.
- Pavel Baev, La politique russe dans l'Arctique et la modernisation de la Flotte du Nord, n° 65, août 2012.
- Dominic Fean, La Russie et l'OMC, mariage d'amour ou de raison ?, n° 64, février 2012.
- Alexey Sidorenko, Le Web russe, espace de tensions entre la société et l’État, no 63, décembre 2011.
- Nadejda Arbatova, Italie, la voix de la Russie en Europe ?, no 62, septembre 2011.
- Aleksey Malashenko, Caucase du Nord, l'"homme malade" de la Russie, n° 61, juillet 2011.
- Pavel Baev, Les mutations du terrorisme au Caucase du Nord, no 60, juillet 2011.
- Julien Nocetti, "e-Kremlin" : pouvoir et Internet en Russie, no 59, avril 2011.
- Alena Ledeneva, Stanislav Shekshina, Le milieu des affaires en Russie: pratiques informelles et stratégies anti-corruption, no 58, mars 2011.
- Irina Dezhina, Développement de la R&D dans les universités russes, no 57, février 2011.
- Olena Bagno, Zvi Magen, Les partis politiques russophones en Israël : quelle capacité de lobbying ?, n° 56, décembre 2010.
- Andrej Kreutz, Syrie : le meilleur atout de la Russie au Moyen-Orient, no 55, novembre 2010.
- Stephen Blank, La politique russe en Extrême-Orient: quelle alternative à la Chine ?, no 54, août 2010.
- R. Craig Nation, Redémarrage des relations russo-américaines: premiers résultats, n° 53, juillet 2010.
- Julien Nocetti, Le Kremlin à La Mecque : le pèlerinage saoudien de la diplomatie russe, no 52, juin 2010.
- Richard Sakwa, La Russie et la Turquie : repenser l'Europe pour dépasser le statut d' "outsiders", no 51, mai 2010.
- Thomas Gomart, L'Europe dans la politique étrangère russe : nécessaire, mais plus suffisante, no 50, mai 2010.
- Mark N. Katz, La politique russe au Grand Moyen-Orient ou l'art d'être l'amie de tout le monde, no 49, avril 2010.
- Jeffrey Mankoff, Quelle sortie de crise pour la Russie ?, no 48, mars 2010.
- Bobo Lo, La Russie, la Chine et les États-Unis : quel avenir pour ce triangle stratégique ?, no 47, février 2010.
- Timofeï Bordatchev, Géorgie, Obama, crise économique : quels impacts sur la relation Russie-UE ?, no 46, janvier 2010.
- Andreï Tsygankov, "Occidentalistes" et "sinophiles" dans la politique étrangère russe, no 45, décembre 2009.
- Dominic Fean, Du bon usage de l'UE en Géorgie : "Partenariat oriental" et gestion des conflits, no 44, septembre 2009.
- Jean-Philippe Tardieu, La Russie et les pays du "Partenariat oriental" après la guerre en Géorgie, no 43, août 2009.
- Eva Hagström Frisell, Ingmar Oldberg, Voisins distants : la présidence suédoise de l'UE et la Russie, no 42, juillet 2009.
- Anatoli Vichnevski, Les enjeux de la crise démographique de Russie, no 41, juin 2009.
- Aurel Braun, L'OTAN et la Russie : perceptions des menaces après la Géorgie, no 40, mai 2009.
- Thomas Gomart, Russie : Obama à l'épreuve de l'héritage Bush, no 39, avril 2009.
- Stephen Blank, La Russie et l'Amérique latine : manœuvres géopolitiques dans le voisinage des États-Unis, no 38, avril 2009.
- Roger McDermott, Les forces armées russes : le pouvoir de l'illusion, no 37, mars 2009.
- Nargis Kassenova, Aide au développement : la percée chinoise au Tadjikistan et au Kirghizstan, no 36, janvier 2009.
- Didier Chaudet, Terrorisme islamiste en Grande Asie centrale : "Al-Qaïdisation" du djihadisme ouzbek, no 35, décembre 2008.
- Stephen Aris, L'OCS : poste d'observation sino-russe, no 34, septembre 2008.
- Andreï Kortounov, Coopération universitaire russo-américaine. Quel nouveau modèle après l'aide technique ?, no 33, août 2008.
- Kerry Longhurst, Différencier la politique européenne de voisinage : quelles implications pour l'Ukraine ?, no 32, juillet 2008.
- Adrian Dellecker, "Caspian Pipeline Consortium", baromètre du climat d'investissement en Russie ?, no 31, juin 2008.
- Carole Sigman, Impact du "nouveau management public" sur l'enseignement supérieur russe, no 30, avril 2008 .
- Boris Saltykov, Enseignement supérieur en Russie : comment dépasser l'héritage soviétique ?, no 29, avril 2008.
- Tatiana Kastouéva-Jean, Enseignement supérieur, clé de la compétitivité russe, no 28, avril 2008.
- Gaïdz Minassian, L'Arménie, avant-poste russe au Caucase ?, no 27, février 2008.
- Catherine Locatelli, L'UE : aiguillon des stratégies de Gazprom ?, no 26, février 2008.
- Jakub M. Godzimirski, Grands enjeux dans le Grand Nord : les relations Russie-Norvège et leurs implications pour l'UE, no 25, décembre 2007.
- Dominique Finon, La Russie et l'''OPEP du gaz" : vraie ou fausse menace ?, no 24, novembre 2007.
- Thomas Gomart, Paris et le dialogue UE-Russie : nouvel élan avec Nicolas Sarkozy ?, no 23, octobre 2007.
- Louis-Marie Clouet, Rosoboronexport, fer de lance de l'industrie russe d'armement, no 22, septembre 2007.
- Oksana Antonenko, Indépendance du Kosovo : pourquoi la Russie s'y oppose-t-elle ?, no 21, juillet 2007.
- Nadjeda Arbatova, Russie-UE après 2007 : le débat russe, no 20, juin 2007.
- Arnaud Dubien, Russie-Ukraine : opacité des réseaux énergétiques, no 19, mai 2007.
- Jérôme Guillet, Gazprom, partenaire prévisible : relire les crises énergétiques Russie-Ukraine et Russie-Belarus, no 18, mars 2007.
- Christophe-Alexandre Paillard, Gazprom : mode d'emploi pour un suicide énergétique, no 17, mars 2007.
- Julien Vercueil, La Russie et l'OMC : dernière ligne droite, no 16, février 2007.
- Jean-Pierre Massias, La Russie et le Conseil de l'Europe : dix ans pour rien ?, no 15, janvier 2007.
- Tatiana Kastouéva-Jean, Splendeurs et misères de l'enseignement supérieur en Russie, no 14, septembre 2006.
- Vladimir Milov, Le dialogue énergétique UE-Russie : concurrence contre monopoles, no 13, septembre 2006.
- Mourat Laumouline, L'Organisation de coopération de Shanghaï vue d'Astana : un "coup de bluff" géopolitique ?, no 12, juillet 2006.
- Tracey German, Abkhazie et Ossétie du Sud : le choc des intérêts russes et géorgiens, no 11, juin 2006.
- Numéro spécial : Workshop sur les relations UE / Russie, no 10, mai 2006 :
  - Andrew Monaghan, La Russie, l'OTAN et l'UE : un triangle pour la sécurité européenne ou une nouvelle "Entente" ?.
  - Thomas Gomart, L'UE et la Russie : un équilibre à trouver entre géopolitique et régionalisme.
  - Timofeï Bordatchev, Représenter les intérêts privés pour renforcer la confiance entre la Russie et l'UE.
  - Michael Thumann, Diversification des sources : la meilleure stratégie pour les relations énergétiques Russie-UE.
- James Sherr, L'étau ukrainien : entre la faiblesse intérieure et la dépendance extérieure, no 9, mars 2006.
- Fiona Hill, Omer Taspinar, La Russie et la Turquie au Caucase : se rapprocher pour préserver le statu quo, no 8, janvier 2006.
- Timofeï Bordatchev, L'UE en crise : des opportunités à saisir pour la Russie ?, no 7, octobre 2005.
- Numéro double sur les relations russo-allemandes, no 6, septembre 2005 :
  - Andreï Zagorski, La Russie et l'Allemagne : continuité et changements.
  - Hannes Adomeit, La politique russe de l'Allemagne : la fin de la lune de miel ?.
- Andrew Monaghan, Une politique de "petits pas" : les objectifs de la présidence britannique pour le partenariat UE-Russie, no 5, août 2005.
- Irina Dezhina, Où sont ? Où vont les scientifiques russes ? Ressources humaines et politique de la recherche en Russie, no 4, juin 2005.
- William Tompson, Réécrire la loi sur les sous-sols en Russie : de la souveraineté au droit civil ?, no 3, mai 2005.
- Dov Lynch, Voisinage commun ou nouvelle ligne de front ? Le carrefour de la Moldavie, no 2, avril 2005.
- Bobo Lo, Un équilibre fragile : les relations sino-russes, no 1, avril 2005.

## Russie.Eurasie.Reports
La collection numérique Russie.Eurasie.Reports (anciennement Russie.Nei.Reports) a été créée en 2009 
- Yuri Fedorov, Les effectifs de l’armée russe après deux ans et demi de guerre en Ukraine, n° 48, novembre 2024.
- Dmitri Goudkov, Vladislav Inozemtsev, Dmitri Nekrassov, La nouvelle diaspora russe : défis et opportunités pour l'Europe, n° 47, juin 2024.
- Marlène Laruelle, Russia’s Ideological Construction in the Context of the War in Ukraine, n° 46, mars 2024.
- Olivier Ferrando, Islam, politique et société en Ouzbékistan : enquête sur le renouveau religieux de la jeunesse ouzbèke, n° 45, janvier 2024.
- Dimitri Minic, Que pense l’armée russe de sa guerre en Ukraine ? Critiques, recommandations, adaptations, n° 44, septembre 2023.
- Florian Vidal, La stratégie minière russe : ambitions géopolitiques et défis industriels, n° 43, avril 2023.
- Bobo Lo, Le partenariat Chine-Russie : hypothèses, mythes et réalités, n° 42, mars 2023.
- Michaël Levystone, La connectivité centrasiatique au révélateur des crises internationales : les transports, l’énergie et l’eau entre interdépendance et désenclavements, n° 41, novembre 2022.
- Pavel Baev, La guerre de la Russie en Ukraine : doctrine trompeuse, stratégie erronée, n° 40, octobre 2022.
- Michaël Levystone, Le Kazakhstan à l’épreuve des crises : des émeutes de janvier 2022 à la guerre en Ukraine, n° 39, septembre 2022.
- Régis Genté, Cercles dirigeants russes : infaillible loyauté au système Poutine ?, n° 38, juillet 2022.

- Thierry Therme, Le partenariat russo-iranien. Une entente conjoncturelle aux accents sécuritaires, n° 37, mars 2022.
- Bobo Lo, Rewinding the Clock? US-Russia Relations in the Biden Era, n° 36, février 2022.
- Pavel Baev, Russia and Turkey. Strategic Partners and Rivals, n° 35, mai 2021.
- Julien Nocetti, Un outsider paradoxal : la Russie dans la course à l’intelligence artificielle, n° 34, décembre 2020.
- Leonid Litra, Alyona Getmanchuk, One Year of Zelensky’s Presidency: One Step Forward, One Step Back, n° 33, octobre 2020.
- Andreï Paratnikau (Porotnikov), Un régime dans la tourmente : le système de sécurité intérieure et extérieure du Bélarus, n° 32, août 2020.

- Tatiana Kastouéva-Jean (dir.), Olga Konkka, Nikolaï Koposov, Emilia Koustova, Denis Volkov, Tatiana Zhurzhenko, Mémoire de la Seconde Guerre mondiale dans la Russie actuelle, n° 31, juin 2020.

- Olga Konkka, Quand la guerre s’invite à l’école : la militarisation de l’enseignement en Russie, n° 30, mai 2020.

- Bobo Lo, The Return: Russia and the Security Landscape of Northeast Asia, n° 29, mars 2020.

- Tatiana Mitrova, Vitaly Yermakov, Russia’s Energy Strategy-2035: Struggling to Remain Relevant, n° 28, décembre 2019.

- Bobo Lo, Greater Eurasia: The Emperor’s New Clothes or an Idea whose Time Has Come?, n° 27, juillet 2019.

- Dmitry Gorenburg, Paul Schwartz, Russia's Relations with South-East Asia, n° 26, mars 2019.

- Vladislav Inozemtsev, Kremlin-Linked Forces in Ukraine's 2019 Elections: On the Brink of Revenge?, n° 25, février 2019.

- Stephen Blank, Younkyoo Kim, Making Sense of Russia's Policy in Afghanistan, n° 24, septembre 2018.

- Ekaterina Stepanova, Russia's Afghan Policy in the Regional and Russia-West Contexts, n° 23, mai 2018.
- Richard Sakwa, Russo-British Relations in the Age of Brexit, n° 22, février 2018.
- Aurélie Bros, There Will Be Gas: Gazprom's Transport Strategy in Europe, n° 21, octobre 2015.
- Julien Nocetti, Guerre de l'information : le web russe dans le conflit en Ukraine, n° 20, septembre 2015.
- Pavel Baev, A Test for Russian Military Reforms, n° 19, mai 2015.
- Aurélie Bros, Gazprom in Europe: a Business Doomed to Fail?, n° 18, juillet 2014.
- Bobo Lo, Russia's Eastern Direction—Distinguishing the Real from the Virtual, n° 17, janvier 2014.
- Tatiana Mitrova, Russian LNG: The Long Road to Export, n° 16, décembre 2013.
- Pascal Grouiez, OMC : quel impact pour le secteur agricole russe ?, n° 15, décembre 2012.
- Nargis Kassenova, Kazakhstan and Eurasian Economic Integration: Quick Start, Mixed Results and Uncertain Future, n° 14, novembre 2012.
- Tatiana Kastouéva-Jean, Entreprises et universités russes : de la coopération au recrutement, n° 13, octobre 2012.
- Alicja Curanovic, The Religious Diplomacy of the Russian Federation, n° 12, juin 2012.
- Olga Shumylo-Tapiola, Ukraine at the Crossroads: Between the EU DCFTA and Customs Union, n° 11, avril 2012.
- Julien Nocetti, Le Web en Russie: de la virtualité à la réalité politique ?, n° 10, mars 2012.
- Tatiana Kastouéva-Jean, Université fédérale de l'Oural, une future "Harvard régionale" ?, n° 9, janvier 2012.
- Tatiana Kastouéva-Jean, L'université Goubkine: réservoir de cadres pour le secteur pétrolier et gazier, n° 8, juin 2011.
- Dominic Fean, Economic Constraint and Ukraine's Security Policy, n° 7, mai 2011.
- Bobo Lo, How the Chinese See Russia, n° 6, décembre 2010.
- Tatiana Kastouéva-Jean, "Soft power" russe: discours, outils, impact, n° 5, octobre 2010.
- Tatiana Kastouéva-Jean, Les universités privées, "mal-aimées" de l'enseignement supérieur russe, n° 4, septembre 2010.
- Carole Sigman, L'université technique Bauman : un atout majeur de la politique industrielle russe, n° 3, mars 2010.
- Carole Sigman, Le Haut collège d'économie: école de commerce, université et think tank, n° 2, octobre 2009.
- Tatiana Kastouéva-Jean, "Projet MISiS" : futur modèle de l'enseignement supérieur en Russie ?, n° 1, octobre 2009.